# Jean Aerts
Jean Aerts, född 8 september 1907 i Laeken, död 15 juni 1992 i Brygge, var en belgisk tävlingscyklist.
Aerts vann 1927 världsmästerskapet för amatörer i landsvägscykling och 1935 samma tävling för professionella. Av hans övriga större segrar kan nämnas Paris–Bryssel 1931 och Belgien runt 1933. Han var även en framgångsrik sexdagarsryttare och vann 1937 sexdagarsloppen i New York och Bryssels sexdagars, bägge gångerna med landsmannen Omer De Bruycker som partner.